# Diazepin
Diazepin je sedmočlano heterociklično jedinjenje sa dva atoma azota (npr., u pozicijama 1 i 2 prtena).
Tipovi diazepina su:
- 1,2-Diazepin
- 1,3-Diazepin
- 1,4-Diazepin

U kombinaciji sa prstenom benzen, on je osnova benzodiazepinske familije jedinjenja. U tim jedinjenjima atomi azota su pozicijama 1 i 5.